# Rova (Madagaskar)
Rova je utrjen kraljevi kompleks, ki ga je v Centralnem višavju Madagaskarja zgradila kraljevina Merina iz razreda andriana (plemiškega). Prvo rova je v Alasori ustanovil kralj Andriamanelo okoli leta 1540, da bi zaščitil svoje prebivališče med vojno s sosednjo Vazimbo. Rove so organizirane po tradicionalnih simbolnih predstavah o prostoru in zajemajo kraljeve rezidence, grobnico ustanovitelja in mestni trg, označen s kamnom. Zaščitene so z obzidjem, jarki in kamnitimi prehodi ter zasajeni s figovci, ki simbolizirajo kraljevino.

## Zgodovina
Do 15. stoletja se je etnična skupina Merina z jugovzhodne obale postopoma preselila v Centralno višavje, kjer so ustanovili vasi na hribih, vmešane med obstoječa naselja Vazimbov, ki so jim vladali lokalni kralji. Kralj Andriamanelo (1540–1575), sin kraljice Vazimba Rafohyja in pripadnik novoprispelega ljudstva Hova, ki izvira iz jugovzhodnega Madagaskarja, je nazadnje vodil vrsto vojaških pohodov proti Vazimbam, ki so jih sčasoma pregnali iz višavja, ki so mu on in njegovi nasledniki vladali kot kraljevina Merina. Konflikt, ki je definiral vladavino, je prav tako ustvaril številne trajne novosti, vključno z razvojem utrjenih vasi v visokogorju in ustanovitvijo vladajočega razreda plemičev (andriana) v Andriamanelovi liniji.
Prvo rova je zgradil Andriamanelo okoli leta 1540 v Alasori, 15 km izven Antananariva. Eno najstarejših vasi v Merini, Alasoro, naj bi ustanovil princ Ramasimparihy leta 1490. Kraljica Vazimba Rangita (1500–1520) in njen brat Andrianamponga, ki sta vladala s sosednjega hriba Imerimanjaka, sta mestu dala sedanje ime. Pod Rangitino hčerko, kraljico Rafohy (1520–1540), je bilo glavno mesto regije prestavljeno iz Imerimanjaka v Alasoro. Njen sin Andriamanelo je mestu dodal obrambne značilnosti in na obeh straneh vhodnih vrat zasadil aviavy (figovce), ki simbolizirajo kraljevino. Ta model mesta Rova je bil ponovljen po celotni Merini. Vasi, v katerih je živel razred andrianov, so običajno vsebovale rova ali palačo.

## Lastnosti
Po navadi, ki jo je vzpostavil Andriamanelo, je rova lahko postavil samo andriana (plemič), ki je živel in bo kasneje pokopan znotraj zaščitenega kompleksa. Temelj rova je bil vedno dvignjen glede na okoliško vas. Kompleks je vedno vseboval tudi kianjo (osrednje dvorišče), označeno z vatomasino (visok sveti kamen), kjer je vladar stal in predajal kabary (kraljeve govore ali dekrete). Znotraj rova je bila vsaj ena lapa (kraljeva palača ali rezidenca) kot tudi fasana (grobnica) enega ali več ustanoviteljev mesta in družinskih članov. Vladarjevo stanovanje je praviloma stalo v severnem delu rova, zakonca pa v južnem delu. Šele v zori 19. stoletja bo obodna stena iz nabrušenih lesenih kolov predstavljala še eno značilnost gradnje rova.
Na predkolonialnem Madagaskarju sta obstajala dva konkurenčna kozmološka pogleda: starejši sistem, ki je pripisoval posebne vrednosti kardinalnim točkam in zlasti severovzhodu, in novejši sistem, ki temelji na Zodiaku. Konstrukcija Rova odraža enega ali oba od teh sistemov simbolnega prostora. Sveti vzhodni deli so pogosto vsebovali strukture, povezane s čaščenjem prednikov, vključno s kraljevimi grobnicami, bazeni s sveto vodo, ki so se uporabljali v kraljevih obredih, in drevesi Ficus in Draceana, ki sta bili simbol kraljevine. Severni del mesta je bil pogosto kraj, kjer so bile izrečene kraljeve sodbe, v skladu z malgaško povezavo med severno kardinalno točko, moškostjo in politično močjo. Hiše kraljevih žena so bile prej v južnem delu mesta, kardinalni točki, ki je tradicionalno povezana z ženskostjo in duhovno močjo. Poleg tega je bil upoštevan navpični prostor, pri čemer višje pritličje in višje stavbe pomenijo večjo moč ali vrednost. Večji kompleksi rova so lahko sestavljeni iz dveh ali več sosednjih rov, ki so bile včasih zgrajene na ravni ena z drugo, pogosteje pa so nove rova postavili višje od prejšnje, da bi pomenili večjo moč trenutnega suverena glede na njegove predhodnike.
Rove so branili zidovi (tamboho), narejeni iz blata in suhih riževih stebel, nabranih z bližnjih polj, suhi jarki (hadifetsy) in globoki obrambni jarki (hadivory), ter prehodi, zaščiteni s portali iz kamnitih diskov (vavahady). Te obrambe so bile značilne za večino obzidanih kraljevih kompleksov Merina, zgrajenih med letoma 1525 in 1897, in so varovale rova pred roparji. Figovci so bili posajeni ob glavnih vratih in pogosto znotraj kompleksa.
Visoki hribi z ravnimi območji za pašo goveda zebu so bili prednostna mesta za gradnjo rov. Naravne obrambne značilnosti, kot so pečine ali odlične razgledne točke, so nudile izboljšano zaščito mesta. Višina je bila simbol moči in ta koncept se je pogosto manifestiral v gradnji rova na najvišjem primernem hribu. Gozdovi na vrhovih hribov, izbranih za gradnjo rova, so veljali za svete in jih je bilo treba ohraniti nedotaknjene zunaj meja mestnih utrdb. Doline pod rovami so bile spremenjene v riževa polja za prehrano prebivalcev na hribu. V rovi je bival plemič in njegovi sorodniki, hova (meščani) pa so živeli onkraj mestnega obzidja na pobočjih hriba. Lapa, v kateri so živeli plemiči, je bila zgrajena iz lesa in je imela eno samo pravokotno sobo, ki je obdajala ognjišče in dvignjeno posteljo na ploščadi, zaščiteno z visoko in strmo streho, ki je običajno prekrita s slamo. Hiše navadnih prebivalcev so imele podobno obliko in razporeditev, vendar so bile zgrajene iz pletene trave, trstičja ali drugega lokalno dostopnega rastlinskega materiala.

## Pomembne rove
- Rova Antananarivo, sedež vlade za predkolonialno kraljestvo Imerina in kraljestvo Madagaskar, uničen s požigom leta 1995 in v obnovi leta 2013
- Ambohimanga, najbolje ohranjena zgodovinska rova na Madagaskarju in Unescov seznam svetovne dediščine
- Tsinjoarivo, rova, zgrajena pod kraljico Ranavalono I., ki je služila kot poletna palača za kraljevino Merino
- Ilafy, rova, v kateri je živel kralj Andrianjafy, in mesto grobnice kralja Radame II.
- Nekdanja mesta rov na dvanajstih svetih gričih Merine, zlasti Alasora (rova prvega kralja Merine Andriamanela) in Ambohitrabiby (rova njegovega sina Ralamba)